# Marc Chagall
Marc Chagall (/ʃəˈɡɑːl/ shə-GAHL;tiếng Nga: Марк Заха́рович Шага́лMarc Chagall (tiếng Anh phát âm: / ʃəɡɑ ː l / shə-gahl; [1] Nga: Марк Захарович Шагал; (06 tháng 7 năm 1887 - 28 tháng 3 năm 1985), là một nghệ sĩ Nga-Pháp gốc Do Thái liên quan đến nhiều phong cách nghệ thuật chính và là một trong những nghệ sĩ thành công của thế kỷ 20. Ông là một nhà hiện đại ngay vào lúc ban đầu, tạo ra các tác phẩm hầu như với tất cả vật liệu nghệ thuật, bao gồm các bức tranh minh họa sách, kính màu, sân khấu, gốm sứ, thảm và in mỹ nghệ.
Nhà phê bình nghệ thuật Robert Hughes gọi Chagall là "nghệ sĩ Do thái tinh túy của thế kỷ XX." Theo sử gia nghệ thuật Michael J. Lewis, Chagall được coi là "người sống sót cuối cùng của thế hệ đầu tiên của châu Âu hiện đại." Trong nhiều thập kỷ, ông "cũng được kính trọng như là nghệ sĩ Do Thái ưu việt trên thế giới." Sử dụng phương tiện kính màu, ông đã sản xuất cửa sổ cho các nhà thờ của Reims và Metz, cửa sổ cho Liên Hợp Quốc, và các cửa sổ Jerusalem ở Israel. Ông cũng đã vẽ các bức tranh quy mô lớn, bao gồm một phần của trần của Paris Opéra.

## Cuộc đời

### Tuổi thơ
Marc Chagall được đặt tên là Moishe Segal khi mới sinh vào năm 1887, thuộc một gia đình Do Thái giáo Hassidic ở Liozna, gần thành phố Vitebsk (Belarus, lúc này còn là một phần của Đế chế Nga). Vào thời điểm này, dân số của Vitebsk là khoảng 66,000 người, với một nửa là người Do Thái. Một thành phố xinh đẹp với nhiều nhà thờ và thánh đường Do Thái, Vitebsk còn được gọi là "Toledo của Nga", theo tên của thành phố Toledo thuộc Đế chế Tây Ban Nha trước đây. Vì phần lớn được xây bằng gỗ, rất ít các công trình còn tồn tại sau các đợt chiếm đóng và phá hoại trong thời gian Chiến tranh Thế giới II.
Chagall là anh cả trong chín người con trong nhà. Họ của gia đình là Shagal, một biến thể của Segal, là một họ phổ biến của cộng đồng Do Thái Levictic. Cha của họ, ông Khatskl (Zachar) Shagal, làm thuê cho một hãng cá mồi, và mẹ - bà Feige-Ite - bán tạp hóa tại nhà. Họ làm việc vất vả nhưng được trả lương thấp. Sau này, Chagall thường vẽ motif cá để tưởng nhớ cha mình, như các sách hồi kí của ông thường kể lại.